# Вишнёвый Дол (Луганская область)
Вишнёвый Дол (укр. Вишневий Діл) — село в Краснодонском районе Луганской области Украины. Под контролем самопровозглашённой Луганской Народной Республики.
Входит в Хрящеватенский сельский совет.

## География
Село расположено на реке под названием Луганчик (приток Северского Донца). Соседние населённые пункты: город Луганск на западе, посёлки Хрящеватое на юго-западе, Новосветловка и сёла Катериновка, Комиссаровка, Валиевка (все четыре выше по течению Луганчика) на юге, Пионерское и Хрящевка на северо-востоке, Лобачёво, Бурчак-Михайловка, Николаевка (все три ниже по течению Луганчика) на севере.

## Население
Население по переписи 2001 года составляло 32 человека.

## Общие сведения
Почтовый индекс — 94456. Телефонный код — 6435. Занимает площадь 0,93 км². Код КОАТУУ — 4421489305.

## Прославленные уроженцы
В селе родился Герой Советского Союза Николай Зинченко.

## Местный совет
94457, Луганская обл., Краснодонский р-н, пос. Хрящеватое, ул. Южная; тел. 99-5-21